# 扬内·拉赫泰拉
扬内·拉赫泰拉（芬蘭語：Janne Lahtela，1974年2月28日—），芬兰男子自由式滑雪运动员。他曾代表芬兰参加1992年、1994年、1998年、2002年和2006年冬季奥林匹克运动会自由式滑雪比赛。